# 문학 나들목
문학 나들목(文鶴-, Munhak IC)은 인천광역시 미추홀구 문학동과 학익1동에 걸쳐 설치된 제2경인고속도로의 7번 교차로이다. 2002년 3월 15일에 문학터널 개통과 함께 신설 개통되었다. 인근에 인천문학종합경기장이 있으며, 문학터널과 연계된다.

## 연혁
- 2002년 3월 15일 : 문학터널 개통과 함께 영업 개시[1]

## 구조물 정보
- 위치: 인천광역시 미추홀구 문학동, 학익1동

## 접속하는 도로
- 미추홀대로
- 매소홀로 (문학지하차도)

## 같이 보기
- 문학터널